# Слабое звено
«Сла́бое звено́» — российская телеигра, аналог британской «The Weakest Link». Особенностью телепередачи являлось удаление одного из игроков в конце каждого игрового раунда, что производилось голосованием всех игроков. Игра появилась на российском телевидении в 2001 году по инициативе директора Дирекции детских и развлекательных программ «ОРТ» Сергея Супонева и сразу привлекла интерес многих телезрителей.

## История
О кастинге на российскую версию телеигры «The Weakest Link», планировавшейся к выходу на телеканале «ОРТ», впервые было объявлено в конце июля 2001 года в газете «Комсомольская правда». Подготовительный период телепроекта практически совпал с днём теракта в США 11 сентября 2001 года. По воспоминаниям продюсера Сергея Кордо, команде из «Ways Media» очень повезло — после теракта владелец формата в лице «BBC» отозвал своих представителей, изначально контролировавших съёмки в России.
С 25 сентября 2001 года телеигра стала выходить на «ОРТ» (в 2002 году переименованном в «Первый канал») с ведущей Марией Киселёвой, которую Сергей Кордо заметил в спортивных новостях в телепрограмме «Сегодня» на «НТВ». Кандидатура Киселёвой была одобрена лично генеральным директором «ОРТ» Константином Эрнстом. В пробах также участвовали Рената Литвинова, Арина Розова и Наталия Медведева. Также рассматривалась кандидатура детективной писательницы Полины Дашковой.
Первоначально телеигра выходила по вторникам и четвергам в рамках будничной вечерней сетки вещания телеканала, в которой за временем 20:00 был закреплён выход какой-либо телеигры. Хронометраж каждого выпуска составлял около 30 минут, а тексты для ведущей писали лично Сергей Кордо и Татьяна Дмитракова, однако некоторые реплики, предлагаемые продюсерами, Киселёва не вставляла в эфир, считая их неприемлемыми. Съёмки одного российского выпуска занимали около 4 часов, поэтому в день записывалось не более двух программ (для сравнения — в британской оригинальной версии Энн Робинсон успевала записать четыре выпуска в день). 25 декабря 2002 года в рамках акции «Исключение из правил» предновогодний выпуск телеигры провёл ведущий капитал-шоу «Поле чудес» Леонид Якубович. В первые месяцы трансляции в студии находился зрительный зал, который впоследствии был убран.
С 16 марта 2003 года, после появления в эфире ток-шоу Светланы Сорокиной «Основной инстинкт», телеигра стала транслироваться только по воскресеньям, тогда как на субботу был перенесён показ другой телеигры «Первого канала» — «Русская рулетка». Рейтинг телепередачи «Слабое звено» на тот момент составлял 26 %, что считалось по тем меркам вполне высоким показателем — подобный рейтинг сохранялся вплоть до последнего её выпуска на этом телеканале.
В дальнейшем телеигра транслировалась по выходным, причём вместе с премьерными выпусками периодически показывались и повторы недавних лет. Кроме того, «Слабое звено» выходило с тремя большими перерывами — с июня по декабрь 2003 года (изначально на период летнего отпуска, а затем ещё и на время подготовки к выборам в Государственную думу), с февраля по июнь и с сентября по декабрь 2004 года.
Весной 2005 года Киселёва забеременела, однако на восьмом месяце беременности приняла участие в очередном съёмочном цикле, последний выпуск которого был показан 2 июля. Далее ведущая ушла в декретный отпуск, будучи оповещённой о том, что следующий съёмочный цикл состоится сразу после родов. В августе 2005 года Мария родила дочь Дарью, однако съёмки стали постоянно переносить по неизвестным причинам. При этом по состоянию на октябрь 2006 года Киселёва и руководство «Первого канала» не считали телепроект официально закрытым. В конечном итоге у телеканала истёк срок лицензии на формат «The Weakest Link», и съёмки уже не могли проводиться.
В сентябре 2007 года стало известно, что лицензия на производство собственной версии телеигры была приобретена «Пятым каналом», и с 2 декабря 2007 по 28 декабря 2008 года телепрограмму вёл Николай Фоменко. По утверждению Фоменко, он сам был против идеи возобновления телепроекта, но принял предложение стать новым ведущим лишь потому, что не мог отказать родному городу Санкт-Петербургу. Выпуски выходили в эфир по воскресеньям вечером (в 20:05).
В октябре 2019 года было объявлено о том, что право на лицензирование формата «The Weakest Link» в России приобрела «Студия 2В» для трансляции на телеканале «Мир». Велись переговоры с первой ведущей — Марией Киселёвой, которая дала согласие на ведение шоу. Премьера состоялась 14 февраля 2020 года на телеканале «Мир». Новые выпуски телеигры выходили в эфир каждую пятницу в 18:50 (до 8 июля 2022 года — в 19:15), с повтором в субботу в 9:00.
1 марта 2022 года, в связи с политическими событиями на Украине, компания «BBC Studios» приняла решение больше не продавать права на производство своих телепередач в Россию, а также потребовала прекратить их трансляцию. Однако поскольку права на формат были приобретены до конца года, показ уже отснятых и съёмки новых выпусков не останавливались. Последний выпуск «Слабого звена» на телеканале «Мир» вышел в эфир 13 января 2023 года. Всего на этом телеканале вышло в эфир 127 выпусков из 128 снятых.
С 30 мая по 15 июня 2023 года на телеканале «СТС» со вторника по четверг в 13:00 (с 8 марта по 5 апреля 2023 года — по средам в 20:00 и с 22 по 25 мая 2023 года — с понедельника по четверг в 18:00) выходила в эфир телеигра под названием «На выход!», проводящаяся по схожим правилам (с некоторыми изменениями) и без участия иностранного дистрибьютора. Она является вольной интерпретацией формата «The Weakest Link», который ранее был адаптирован в России под названием «Слабое звено». Телеигра «На выход!» во многом повторяет этот формат, производством игры занимался тот же производитель («Студия 2В», впоследствии переименованная в «2V Media») и та же команда, а съёмки проводились в том же павильоне с той же ведущей — Марией Киселёвой. Телеканал "МИР", иронизируя над переходом программы на "СТС", предупреждал в анонсах "Остерегайтесь подделок!" (Ранее похожая ситуация была с телепередачей "О, счастливчик!" при переходе с "НТВ" на "Первый канал" и сменой названия на "Кто хочет стать миллионером?")
По состоянию на 2024 год телеигра Weakest Link выходит в эфире в шести странах - Великобритании (оригинал), США, Армении, Сербии, Испании, Франции.

## Правила
Команда из восьми ранее не знакомых друг другу людей пытается заработать приз размером до 400 000 рублей. Всего 7 раундов и финал. Время каждого раунда лимитировано: длительность первого раунда — 2,5 минуты, каждого последующего — на 10 секунд меньше предыдущего, предфинальный раунд — 1,5 минуты, время для размышления над вопросами финала не ограничено.
Первый вопрос первого раунда задаётся игроку, чьё имя первое по алфавиту; в последующих раундах — самому сильному игроку предыдущего раунда, согласно статистике. Если самое сильное звено покинуло игру, то начинает раунд игрок, который являлся следующим по статистике сильным звеном; а если сильных звеньев несколько, то из них выбирается игрок, чьё имя первое по алфавиту. Далее игроки отвечают по очереди. В каждом раунде можно заработать до 50 000 рублей, выстраивая цепочки верных ответов. Цены вопросов игры приведены ниже. Самый быстрый способ заработать максимальную сумму в раунде — выстроить цепь из 8 правильных ответов и отправить в банк заработанные деньги, в этом случае раунд закончится досрочно.
Если кто-то из игроков отвечает «пас» или даёт неверный ответ, цепочка правильных ответов рушится, а команда теряет деньги, заработанные в цепочке, и снова начинает строить цепь верных ответов. Чтобы сохранить деньги, игрок должен сказать слово «Банк!» после обращения к нему ведущего, но до того, как прозвучит вопрос, однако в этом случае команда также начинает строить цепь ответов заново.
В каждом раунде выигрышем становятся только те деньги, которые игроки успели отправить в банк. В предфинальном раунде любая сумма, заработанная участниками, увеличивается вдвое, то есть можно заработать до 100 000 рублей. Общая сумма заработанных в каждом раунде денег составляет конечный приз.

### Денежное дерево и изменения в игре
Правила игры несколько раз были подвергнуты изменениям, приведённым в таблице.
| Параметр                                      | Параметр                                      | Период трансляции       | Период трансляции                                     | Период трансляции     | Период трансляции          | Период трансляции     |
| Параметр                                      | Параметр                                      | сентябрь — октябрь 2001 | ноябрь 2001 — декабрь 2004, ноябрь 2020 — январь 2023 | спецвыпуски 2001-2004 | январь 2005 — декабрь 2008 | февраль — ноябрь 2020 |
| --------------------------------------------- | --------------------------------------------- | ----------------------- | ----------------------------------------------------- | --------------------- | -------------------------- | --------------------- |
| Количество игроков                            | Количество игроков                            | 9                       | 8                                                     | 8                     | 7                          | 8                     |
| Главный приз, руб.                            | Главный приз, руб.                            | 300 000                 | 400 000                                               | 1 000 000             | 350 000                    | 320 000               |
| Цены вопросов, руб.                           | 9                                             | 30 000                  | —                                                     | —                     | —                          | —                     |
| Цены вопросов, руб.                           | 8                                             | 24 000                  | 50 000                                                | 125 000               | 50 000                     | 40 000                |
| Цены вопросов, руб.                           | 7                                             | 18 000                  | 40 000                                                | 100 000               | 40 000                     | 30 000                |
| Цены вопросов, руб.                           | 6                                             | 13 000                  | 30 000                                                | 75 000                | 30 000                     | 20 000                |
| Цены вопросов, руб.                           | 5                                             | 9 000                   | 20 000                                                | 50 000                | 20 000                     | 15 000                |
| Цены вопросов, руб.                           | 4                                             | 6 000                   | 10 000                                                | 25 000                | 10 000                     | 10 000                |
| Цены вопросов, руб.                           | 3                                             | 3 000                   | 5 000                                                 | 12 000                | 5 000                      | 5 000                 |
| Цены вопросов, руб.                           | 2                                             | 1 500                   | 2 000                                                 | 6 000                 | 2 000                      | 2 000                 |
| Цены вопросов, руб.                           | 1                                             | 500                     | 1 000                                                 | 3 000                 | 1 000                      | 1 000                 |
| Количество раундов (без финала)               | Количество раундов (без финала)               | 8                       | 7                                                     | 7                     | 6                          | 7                     |
| Время первого раунда, м: сс                   | Время первого раунда, м: сс                   | 3:00                    | 2:30                                                  | 2:30                  | 2:30                       | 2:30                  |
| Время предфинального раунда, м: сс            | Время предфинального раунда, м: сс            | 1:30                    | 1:30                                                  | 1:30                  | 1:30                       | 1:30                  |
| Преобразование выигрыша предфинального раунда | Преобразование выигрыша предфинального раунда | утроение                | удвоение                                              | удвоение              | удвоение                   | удвоение              |

### Подколки ведущих
После окончания каждого раунда (кроме последнего), ведущий называет сумму, отправленную в банк, после чего озвучивает «фирменные» подколки участникам. Их авторами являются Андрей Могирев и Сергей Пехлецкий (ранее Сергей Кордо) и режиссёр-постановщик телепередачи Гузэль Киреева (до этого Татьяна Дмитракова). Вот примеры некоторых «подколок»:
- Кому никогда не выбраться из ямы невежества?
- Из-за кого команда утратила волю к победе?
- Кого команда удалит, как больной зуб?
- Кого уже ждёт позорное изгнание?
- Кому подходит лозунг «Медленнее, ниже, слабее»?
- Кто вылетит из команды, как пробка из шампанского?
- Кто говорит на одном языке с рыбами?
- Кто делает из вас команду неудачников?
- У кого в голове сбит прицел?
- Кто заблудился в трёх соснах?
- Кто не смог издать ни одного членораздельного звука?
- Кто прячется за вашими спинами?
- Кто утомился сам и утомил собой всю команду?
- По кому ударит гром?
- У кого голова только для того, чтобы в неё есть?
- У кого мозгов меньше, чем у садового гнома?
- Чей интеллект находится на уровне плинтуса?
- Чья голова легка, словно воздушный шарик?
- Чья стратегия лишь в том, чтобы развешивать лапшу на уши?
- Кто так быстро бежал к цели, что потерял по дороге все мозги?
- Чей угол интеллекта оказался тупым?
- Чья глупость по-настоящему бездонна?
- Чьи скудные знания удивили бы даже двоечника?
- Чьей эрудиции не хватит и для разгадывания кроссворда?
- Чья дорога знаний зашла в тупик?
- Кому никогда не сдать экзамен без потрёпанной шпаргалки?

Если игрокам удаётся достичь максимальной суммы за раунд, то подколки ведущим не озвучиваются.

### Голосование
Во время голосования голос за кадром (в 2001—2005 годах — Дмитрий Рощектаев; в 2007—2008 годах — Павел Кипнис; в 2020—2023 годах — Пётр Кулешов) предоставляет телезрителям статистику игры (кто из игроков — сильнейший, кто — слабейший по итогам раунда, кто сколько денег отправил в банк и так далее). Игроки статистики не знают и могут лишь руководствоваться при выборе кандидата на выбывание своими собственными наблюдениями во время раунда и всей игры.
После завершения каждого раунда (кроме последнего) проводится голосование. Каждый игрок пишет на табличке имя того, кто по его мнению должен покинуть команду, и по окончании голосования демонстрирует табличку с именем кандидата на выбывание остальным. Своё имя писать на табличке игрок не может. Каждый участник по очереди произносит имя игрока, против которого голосует. После этого ведущий общается с некоторыми из игроков и выясняет, почему они проголосовали именно таким образом. Игрок, который должен покинуть команду, определяется большинством голосов. Если складывается ничья, окончательное решение принимает игрок раунда, который по статистике был самым сильным звеном раунда. Так же игрок может быть исключён из игры ведущим за подсказки другим игрокам во время раунда. В этом случае выбранное слабое звено раунда остаётся в игре, если оно не является подсказчиком.
После того, как игрок выслушал от ведущего полезный совет на будущее и язвительную фразу «Вы — самое слабое звено! Прощайте!», он направляется в комнату для интервью, где у него есть возможность высказать в адрес оставшихся участников свои пожелания (зачастую не самые приятные).

### Финал
В финале двоим оставшимся игрокам предстоит по очереди ответить на 5 пар вопросов (каждая пара примерно на одну тему). Время на раздумья для ответа не ограничено. Игрока, который будет отвечать на первый вопрос финала определяет сильное звено прошедшего раунда. Победителем считается тот, кто даст больше правильных ответов. Вопросы немного сложнее, чем в основной игре. Если после пяти пар вопросов счёт игроков равный, то ведущий продолжает задавать вопросы парами до «первого проигрыша», пока один из игроков не даст неверный ответ при правильном ответе соперника. Победитель получает главный приз. Проигравший покидает студию ни с чем.
После этого двое оставшихся игроков отправляются в комнату для интервью, где они также отзываются и делятся своими впечатлениями о прошедшей игре. В эфире интервью демонстрируется по ходу конечных титров.

## Критика
Несмотря на популярность и большие рейтинги, телезрители считали телеигру чрезмерно жестокой, раскрывающей в людях самые неприличные качества. Схожую критику в адрес телепрограммы озвучивали Борис Грачевский и Давид Тухманов. Телекритик Ирина Петровская, подводя итоги 2001 года, отнесла появление таких игр, как «Слабое звено» и «Алчность», к числу главных негативных тенденций в эфире.
Анри Вартанов, «Труд»:
Здесь уже нет необходимости представлять игроков как «команду»: каждый из 9 участников бьётся исключительно за себя одного. И не стесняется в выборе средств: после каждого эпизода игроки изгоняют кого-то из своих рядов. Причём не тайным голосованием, а открыто. Ведущая, свирепая дама, облачённая во все чёрное, не удовлетворяется результатами голосования, требуя ещё и развёрнутых комментариев. Игроки вынуждены поносить своего недавнего товарища. Зато и покидающие игру получают возможность сказать всё, что они думают об оставшихся. В последнем выпуске один уходящий, забыв о приличиях, разразился в эфире грубой бранью, где слова «козлы» и «придурки» были, пожалуй, самыми «ласковыми» из тех, что довелось услышать телезрителям. Замечу, «Слабое звено» идёт не в прямом эфире, а в записи. Грубости эти вполне можно было вырезать при монтаже. Не вырезали, потому как недоброжелательность, возникающая между игроками, входит в «джентльменский набор» новой игры на деньги.
Анна Ковалёва:
«Слабое звено» <…> представляет собой не только новое слово на телевидении, но своего рода общественный диагноз. Одни взрослые люди готовы продать ближнего своего, лишь бы под бессердечный, безнравственный и чудовищный конферанс ведущей Марии Киселёвой деньги получить, а другие не могут оторваться от этого сладостного зрелища.
Комментируя возрождение телеигры в 2020 году, искусствовед Людмила Семёнова отметила, что в своё время «Слабое звено» было «диковинкой» для зрителей, привыкших к более интеллигентной и доброжелательной манере поведения ведущих и участников телевизионных шоу. Однако за прошедшие годы изменение информационного и культурного фона привело к тому, что грубость и конфликты в эфире перестали казаться чем-то необычным. Тем самым, по мнению Семёновой, телепрограмма, изначально имевшая слабый интеллектуальный и игровой элемент, лишилась и своей главной отличительной особенности — «ауры скандальности».

## Пародии
- В рамках «КВН» за 2001, 2002, 2020 и 2021 годы пародии на программу были сделаны командами «Уездный город»[42], «95-й квартал»[43], Сборная «Татнефти»[44] и «Flash Royal»[45].
- В юмористической программе «ОСП-студия» неоднократно пародировалась телеигра «Слабое звено», впоследствии получившая название «Злобное слабо», ведущую Марию Киселёву пародирует Татьяна Лазарева. Пародии снимались в одной из студии программы «ОСП-студия»[источник не указан 1030 дней].
- Пародию на телеигру делал юморист Максим Галкин[46].
- В юмористической программе «Однажды в России» снимается пилотный выпуск телешоу, впоследствии получивший название «Слабоумное звено». В роли ведущей выступила Екатерина Моргунова[47].